# L'hotel dels embolics
 L'hotel dels embolics (títol original en anglès: Room Service) és una pel·lícula de 1938 dirigida per William A. Seiter, produïda per George Abbott i posant en escena els Germans Marx (Chico, Harpo i Groucho). Ha estat doblada al català.
La pel·lícula és basada en l'obra del mateix nom anglès Room Service de 1937 d'Allen Boretz i John Murray. Posa igualment en escena Lucille Ball (Christine), Ann Miller (Hilda), Alexander Asro, i Frank Albertson (Leo Davis).

## Argument
Gordon Miller, un mediocre productor de teatre, vol muntar l'obra d'un jove autor novell. Mentre espera que algun capitalista li caigui del cel per iniciar els preparatius de la funció, Miller s'ha instal·lat, amb els 22 membres de la seva companyia, a l'hotel que regenta el seu cunyat. Quan ja deu una petita fortuna a l'hotel, un inspector descobreix la seva situació i decideix fer-lo fora. Però Miller, amb la complicitat dels seus fidels Harry Binelli i el mut Faker Englund, se les enginyarà per romandre a l'hotel, cada vegada més agitat, i aconseguir aixecar el teló.

## Producció
Zeppo Marx, que s'havia retirat de la pantalla després de Duck Soup i era el representant dels seus germans, va trencar un tracte amb la RKO per produir la versió de l'obra de Broadway Room Service de John Murray i Allan Boretz. L'obra es va adaptar a la pantalla per Morrie Ryskind. Aquesta va ser l'única pel·lícula dels Germans de Marx en la que els personatges principals no van ser creats especialment per a Groucho, Chico i Harpo.